# Eleocharis macrantha
Eleocharis macrantha är en halvgräsart som beskrevs av Johann Otto Boeckeler. Eleocharis macrantha ingår i släktet småsäv, och familjen halvgräs. Inga underarter finns listade i Catalogue of Life.